# Jean-Nicolas Robert
Jean-Nicolas Joseph Robert (Luik, 9 april 1788 - 18 november 1858) was een Belgisch senator.

## Levensloop
Robert was een zoon van de bankier en uitbater van koolmijnen Jean Robert en van Marie-Anne Hardy. Hij trouwde met Marie-Elisabeth Closset.
Beroepshalve was hij distilleerder en bankier.
Hij was gemeenteraadslid van Luik van 1834 tot 1845 en schepen van 1834 tot 1836. Hij was provincieraadslid van 1836 tot 1848.
In 1851 werd hij liberaal senator voor het arrondissement Luik en vervulde dit mandaat tot in 1856.